# Полоз мандариновий
Полоз мандариновий (Euprepiophis mandarinus) — неотруйна змія з роду Euprepiophis родини полозових (Colubridae).

## Опис
Загальна довжина досягає 100—120 сантиметрів, зустрічаються також особини довжиною 160—170 см. Черевні кілі не розвинені. Основний тон забарвлення від сірого до сіро-коричневого, у деяких полозів спинна луска може мати червонуваті або коричневі плями у центрі. Спина та хвіст вкриті овальними або округлими жовтими плямами, часто оточені чорною облямовкою, яка може бути набагато ширше самого плями. У центрі плям присутні чорні крапочки, у багатьох особин плями витягнуті й заходять на боки. На голові присутній малюнок з двох V-подібних чорних смуг, одна з яких тягнеться через очі, а інша позаду очей, на потилиці. Черево кремово-білого кольору з великими чорними прямокутними плямами, що заходять з боків.

## Спосіб життя
Полюбляє гірську місцину. Зустрічається на висоті до 3000 м. Віддає перевагу гірськім лісам, кам'янистім місцинам, які порослі чагарником. Харчується дрібними мишами, у пошуках яких регулярно відвідує нори гризунів та поїдає новонароджених дитинчат.
Ця яйцекладна змія. Самка відкладає до 10 яєць.

## Розповсюдження
Мешкає на півдні Китаю, Тайвані, сході Індії та півночі В'єтнаму й у М'янмі, Лаосі.